# Мегеда
Мегеда — река в России, протекает в Архангельской области и Республике Карелия. Впадает в озеро Новгудозеро, из которого вытекает Новгуда — приток Илексы.
Длина реки составляет 11 км.
Протекает через Малое- и Большое Мегедаозеро, принимает правый приток — Ваглимручей из Большого- и Малого Ваглимозера.

## Данные водного реестра
По данным государственного водного реестра России относится к Балтийскому бассейновому округу, водохозяйственный участок реки — Водла, оз. Водлозеро, речной подбассейн реки — Свирь (включая реки бассейна Онежского озера). Относится к речному бассейну реки Нева (включая бассейны рек Онежского и Ладожского озера).
Код объекта в государственном водном реестре — 01040100312102000016495.